# Colubrina cordifolia
Colubrina cordifolia är en brakvedsväxtart som beskrevs av Reiss.. Colubrina cordifolia ingår i släktet Colubrina och familjen brakvedsväxter. Inga underarter finns listade i Catalogue of Life.